# Лимитоне (Потенца)
Лимитоне (итал. Limitone) је насеље у Италији у округу Потенца, региону Базиликата.
Према процени из 2011. у насељу је живело 31 становника. Насеље се налази на надморској висини од 830 м.